# Eusarca axona
Eusarca axona là một loài bướm đêm trong họ Geometridae.